# Frédérique Bel
Pour les articles homonymes, voir Bel (homonymie).
Frédérique Bel est une actrice, animatrice et mannequin française née le 24 mars 1975 à Annecy (Haute-Savoie).

## Biographie

### Jeunesse
Frédérique Bel naît le 24 mars 1975 à Annecy, en Haute-Savoie,.
Selon plusieurs sources, elle serait née le 24 mars 1975,. Dans l'émission Chez Jordan présentée par Jordan De Luxe sur C8, Frédérique Bel a démenti cette information, en refusant de donner sa vraie date de naissance,.
Après avoir obtenu son baccalauréat, elle s'installe en Alsace où elle étudie les lettres modernes à l'université des sciences humaines de Strasbourg (Strasbourg-II - Marc-Bloch).
Elle y obtient une maîtrise d'histoire de l'art avant d'intégrer la compagnie du Théâtre universitaire de Strasbourg.
Elle devient ensuite figurante, mannequin lingerie et doublure corps pour payer ses cours de comédie.

### Carrière
Entre 2001 et 2004, elle décroche 42 publicités pour la télévision dont Bouygues d'Étienne Chatiliez, Darty d'Yvan Attal, EDF de Jean-Pierre Jeunet, et aussi une de Philippe Lioret où elle est la « fée Mir laine ».
Elle est connue pour le personnage de Dorothy Doll, dans la séquence intitulée La Minute blonde sur Canal+, créée et réalisée par Marc Gibaja. Elle fait plusieurs apparitions au cinéma, notamment dans le rôle de Miss France dans la comédie Un ticket pour l'espace d'Éric Lartigau aux côtés du duo comique Kad & O. Elle joue aussi sous la direction de Cédric Klapisch et Bertrand Blier.
En 2006, elle est à l'affiche de Camping de Fabien Onteniente avec Mathilde Seigner qui réalise 5,5 millions d'entrées.
Puis Emmanuel Mouret lui propose un premier rôle dans sa comédie romantique Changement d'adresse avec Fanny Valette, Dany Brillant et le réalisateur lui-même, qui reçoit un très bon accueil critique à la Quinzaine des réalisateurs à Cannes. Ce réalisateur lui proposera trois autres films et en fera « sa muse ».
En 2008, elle tient aussi un second rôle important dans Vilaine où elle est la garce du village, rivale de sa vilaine cousine Mélanie, interprétée par Marilou Berry.
Elle est otage en Afrique aux côtés de Kad Merad dans le film Safari sorti en 2009.
Frédérique Bel a également joué dans des téléfilms comme Petits Meurtres en famille d'Edwin Baily, les séries Profilage où elle incarne le rôle d'une avocate manipulatrice, ou dans le Livre VI de la série Kaamelott, en tant que servante de César. Elle apparait aussi dans la série Métal Hurlant.
De 2011 à 2013, elle joue le rôle de Tatiana dans la série phare de France 2 Fais pas ci, fais pas ça.
En 2011, elle tient le rôle principal du thriller franco-chinois Les Nuits rouges du bourreau de jade de Laurent Courtiaud où elle joue à Hong-Kong le rôle de Catherine Trinquier, très librement inspiré de Christine Deviers-Joncour, un personnage qui finit par devenir criminel.
En 2012, elle alterne cinéma d'auteur, dirigée par Frédéric Beigbeder dans L'amour dure trois ans, et comédie populaire dans l'équipe des Seigneurs d'Olivier Dahan.
En tant que marraine de l'Association maladies foie enfants (AMFE) qu'elle soutient depuis sa création, Frédérique crée le spot Alerte jaune et mène une grande campagne nationale de prévention des maladies hépatiques.
En 2014, elle incarne l'aînée de la famille Verneuil dans la comédie Qu'est-ce qu'on a fait au Bon Dieu ?, fille de Christian Clavier et de Chantal Lauby, qui totalisera plus de 17 millions de spectateurs en Europe. Elle enchaîne les comédies populaires comme Les Visiteurs 3, Sales Gosses (en directrice dépressive de colonie) et les films d'auteur comme L'Étudiante et Monsieur Henri où elle interprète une catholique coincée avec beaucoup de fragilités aux côtés de Claude Brasseur.
2017 marque un tournant dans sa carrière avec son jeu d'actrice remarqué dans le rôle de personnage transgenre serial-killer dans la série thriller La Mante d'Alexandre Laurent qui totalise plus de six millions de téléspectateurs sur TF1, aux côtés de Carole Bouquet. Cette série diffusée sur Netflix est un succès dans divers pays, surtout aux États-Unis, Stephen King a d'ailleurs soutenu la série par un tweet en disant « qu'il n'avait jamais vu un personnage aussi cruel ».[réf. nécessaire]
Le 7 octobre 2017, elle est marraine pour la marche solidaire rennaise (organisée par le centre commercial Colombia) dans la lutte contre le cancer du sein pour la 8e édition annuelle. Elle succède à la chanteuse Alizée et précède Élodie Gossuin.
Elle reprend son rôle d'avocate dans Qu'est-ce qu'on a encore fait au Bon Dieu ?, le 2e volet de la famille Verneuil, joue dans Ibiza avec Mathilde Seigner et dans le nouveau film de Michaël Youn, Divorce Club avec Arnaud Ducret et François-Xavier Demaison.
En 2020, elle apparaît en tant que mannequin lingerie dans une série de photographies réalisée par le photographe Le Turk. Elle participe également à l'émission Mask Singer sous le costume de la bouche et est la 2e éliminée de la saison 2.

### Engagement politique
Lors de la campagne de l'élection présidentielle française de 2012, elle fait une promotion dénudée sur le réseau social Twitter pour le candidat François Hollande,,,. Elle annonce la vente de sa dernière photo pour des œuvres comme AMFE (association des maladies du foie de l'enfant) dont elle est marraine : « cela a fait rire la plupart des gens, c’est quand même une photo assez soft. Ce n’est pas vulgaire, on ne voit pas grand-chose ». Ce qui lui vaut la révocation de son compte Twitter : « Au bout de quelques heures, je me suis fait éjecter de Twitter pour attentat à la pudeur ». Elle revient sur son engagement politique quatre années plus tard alors que le président Hollande est dans la difficulté, disant : « Je suis une socialiste convaincue pour plusieurs raisons. Mais je me rends compte qu’on m’a menti sur ce qu’on m’avait promis. » .

## Filmographie

### Cinéma

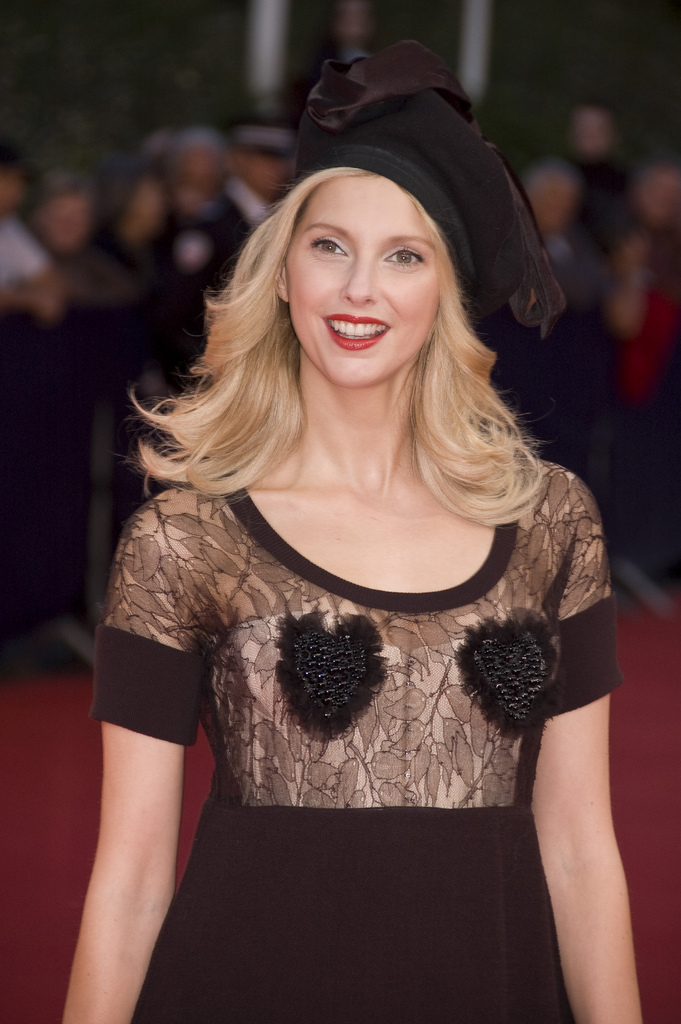
Frédérique Bel au festival du cinéma américain de Deauville en septembre 2009.

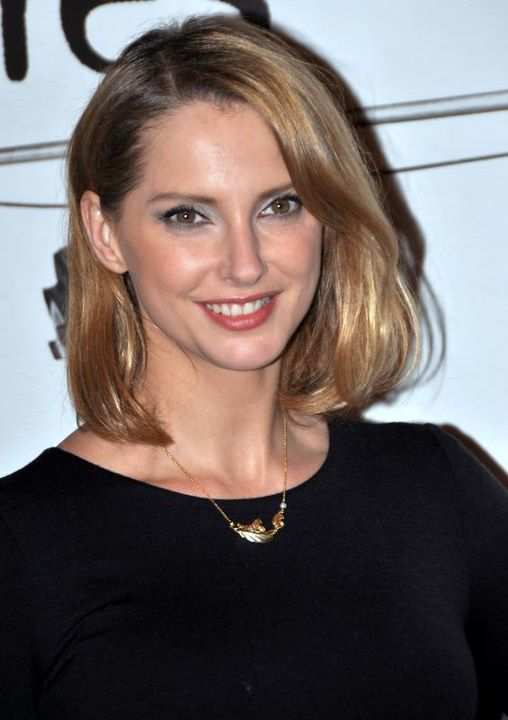
Frédérique Bel à la cérémonie des prix Lumières 2012.

- 2000 : Deuxième Vie de Patrick Braoudé : petite amie du père de Vincent
- 2002 : Bloody Christmas, court-métrage de Michel Leray : la blonde attaquée par un sapin
- 2003 : Il était une fois Jean-Sébastien Bach de Jean-Louis Guillermou : Maria Barbara Bach
- 2003 : La Beuze de François Desagnat et Thomas Sorriaux : la fille nue dans la publicité
- 2004 : L'Incruste, fallait pas le laisser entrer ! d'Alexandre Castagnetti et Corentin Julius : la copine de Céline
- 2004 : Un long dimanche de fiançailles de Jean-Pierre Jeunet : une prostituée
- 2004 : Tu vas rire, mais je te quitte de Philippe Harel : Vanessa
- 2005 : Imposture de Patrick Bouchitey : l'étudiante à appareil dentaire
- 2005 : Les Poupées russes de Cédric Klapisch : Barbara
- 2006 : Un autre monde, court-métrage de David Haddad : Frédérique[21]
- 2006 : Un ticket pour l'espace d'Éric Lartigau : Miss France
- 2006 : Camping de Fabien Onteniente : Christy Bergougnoux
- 2006 : Changement d'adresse d'Emmanuel Mouret : Anne
- 2007 : Tel père, telle fille d'Olivier de Plas : Catherine
- 2007 : Ma vie n'est pas une comédie romantique de Marc Gibaja
- 2007 : Un baiser, s'il vous plaît ! d'Emmanuel Mouret : Câline
- 2008 : Les Dents de la nuit de Vincent Lobelle : Alice
- 2008 : Vilaine de Jean-Patrick Benes : Aurore
- 2008 : Mes stars et moi de Lætitia Colombani : la maquilleuse d'Emmanuelle Béart
- 2008 : Sous le fard, court-métrage de Maud Ferrari
- 2009 : Safari d'Olivier Baroux : Fabienne
- 2009 : Fais-moi plaisir ! d'Emmanuel Mouret : Ariane
- 2009 : La Grande Vie d'Emmanuel Salinger : Odile
- 2009 : Une place à prendre, court-métrage de Charles Meurisse
- 2010 : Les Aventures extraordinaires d'Adèle Blanc-Sec de Luc Besson : une bourgeoise
- 2010 : Entre nous deux de Nicolas Guillou
- 2011 : Au bistro du coin de Charles Nemes : Fanny
- 2011 : Les Nuits rouges du bourreau de jade de Julien Carbon et Laurent Courtiaud : Catherine Trinquier
- 2011 : Beur sur la ville de Djamel Bensalah : la blonde ingénue
- 2011 : L'Art d'aimer d'Emmanuel Mouret : la voisine d'Achille
- 2012 : L'amour dure trois ans de Frédéric Beigbeder : Kathy
- 2012 : Les Seigneurs d'Olivier Dahan : Floria
- 2013 : Hôtel Normandy de Charles Nemes : Isabelle de Castlejane
- 2014 : La Liste de mes envies de Didier Le Pêcheur : Danièle
- 2014 : Qu'est-ce qu'on a fait au Bon Dieu ? de Philippe de Chauveron : Isabelle
- 2015 : Arnaud fait son deuxième film d'Arnaud Viard : fille Meetic
- 2015 : L'Étudiante et Monsieur Henri d'Ivan Calbérac : Valérie, la femme de Paul
- 2016 : Les Visiteurs : La Révolution de Jean-Marie Poiré : Flore
- 2017 : Sales Gosses de Frédéric Quiring : Sophie Bonheur
- 2017 : Crash Test Aglaé d'Éric Gravel : Lola
- 2018 : Making Love, court-métrage de Helen Rollins : la femme
- 2019 : Qu'est-ce qu'on a encore fait au Bon Dieu ? de Philippe de Chauveron : Isabelle
- 2019 : Ibiza de Arnaud Lemort : Fleur
- 2020 : Ducobu 3 d'Élie Semoun : Adeline Gratin
- 2020 : Divorce Club de Michaël Youn : Sarah
- 2021 : Qu'est-ce qu'on a tous fait au Bon Dieu ? de Philippe de Chauveron : Isabelle
- 2022 : Permis de construire d'Éric Fraticelli : Nadine
- 2022 : L'Homme parfait de Xavier Durringer : Chloé
- 2022 : Ducobu Président ! de Élie Semoun : Adeline Gratin
- 2023 : 38°5 quai des Orfèvres de Benjamin Lehrer : Laura Martin
- 2024 : Ducobu passe au vert d'Élie Semoun : Adeline Gratin
- 2025 : Comme des riches d'Amin Harfouch : Bénédicte

### Télévision
- 2000 : Un gars, une fille, série créée par Guy A. Lepage : Mélanie, compagne du père de Jean, parfois créditée sous le nom de Frédérique Belle
- 2000 : Le Groupe, série créée par Jean-Luc Azoulay et Bénédicte Laplace : Faustine, la voisine
- 2004 : Le Père Noël et la clef d'or : La Princesse des images (film promotionnel E.Leclerc)
- 2004 - 2006 : La Minute blonde : Dorothy Doll
- 2006 : Petits meurtres en famille mini-série d'Edwin Baily : Madeleine
- 2009 : Kaamelott, série créée par Alexandre Astier, Alain Kappauf et Jean-Yves Robin, Livre VI : Helvia, la servante de Caesar
- 2011 : L'Âme du mal de Jérôme Foulon : Iris
- 2011 - 2013 : Fais pas ci, fais pas ça, série créée par Anne Giafferi et Thierry Bizot, saisons 4, 5 et 6 : Tatiana Lenoir
- 2012 : Profilage, série créée par Fanny Robert et Sophie Lebarbier, saison 3 : Barbara Cluzel
- 2012 : Je pourrais être votre grand-mère, court métrage de Bernard Tanguy : la voisine
- 2013 : Scènes de ménages, épisode Tenue correcte exigée : Pénélope
- 2014 : Métal Hurlant Chronicles, épisode Le second fils : Lady Laerana
- 2014 : Nos chers voisins, épisode La Fête des voisins : Sophie, sœur d'Amélie
- 2014 : Cherif, épisode Rendez-vous mortels réalisé par Julien Zidi : Béatrice du Plessis / Aphrodite
- 2015 : Doc Martin, série créée par Éric Kristy, saison 4 : Catherine de Pougeac
- 2015 : Le Chapeau de Mitterrand de Robin Davis : Fanny Marquant
- 2016 : Nina, épisode Auf wiedersehen réalisé par Hervé Brami : Rita
- 2016 : Nos chers voisins, une année givrée : Sophie, la sœur d'Amélie
- 2017 : La Mante, mini-série créée par Alice Chegaray-Breugnot, Grégoire Demaison, Nicolas Jean et Laurent Vivier : Virginie Delorme
- 2017 : Demain nous appartient : Angelina Brunell
- 2019 : Pour Sarah de Frédéric Berthe : Hélène
- 2020 : H24, série télévisée d'Octave Raspail et Nicolas Herdt : Florence
- 2020 : Capitaine Marleau, épisode Deux vies de Josée Dayan : Élodie Bagneu
- 2021 : Nina, épisode Résiliences : Rita
- 2022 : Le Grand Restaurant : la guerre de l'étoile de Pierre Palmade.
- 2022 : Ils s'aiment... enfin presque ! d'Hervé Brami : la maîtresse de Jacques-André
- 2023 : Un gars, une fille (au pluriel) : une fille
- 2025 : Le Daron (série télévisée) de Frank Bellocq

### Doublage

#### Longs-métrages
- Penny Balfour dans : 
  - Arthur et la Vengeance de Maltazard (2009) de Luc Besson : Rose Montgomery, la mère d'Arthur
  - Arthur et la Guerre des deux mondes (2010) de Luc Besson : Rose Montgomery, la mère d'Arthur

#### Films d'animation
- 2007 : Les Décalés du cosmos (saison 3) de Chuck Austen et de Chris Moeller : Sixe
- 2009 : Lascars d'Albert Pereira-Lazaro et d'Emmanuel Klotz : Manuella Lardu
- 2010 : Toy Story 3 de Lee Unkrich : Barbie
- 2011 : Vacances à Hawaï de Gary Rydstrom : Barbie

Autre
Elle prête sa voix à la station Anny Flore sur la ligne T3b du tramway d’île de France.

## Émissions de télévision
- 2013 : Tout le monde aime la France sur TF1 : candidate
- 2016 : Vendredi tout est permis sur TF1 : participante
- 2019 : Le Grand Concours des humoristes sur TF1 : candidate
- 2020 : Saison 2 de Mask Singer (TF1) : participante sous le costume de la Bouche
- 2021 : Les Reines du shopping (Spéciale Célébrités) sur M6 : candidate
- 2022 : L'Agence (TMC) : estimation de sa maison qu'elle a rénové durant le confinement
- 2023 : Le Grand Concours sur TF1 : candidate
- 2023 : Le Grand Quiz sur TF1 : candidate
- 2024 : Que le meilleur gagne sur M6 : candidate
- 2024 : Les Traîtres - saison 3 sur M6 : candidate

## Distinctions

### Récompenses
- Festival de la Communication Santé[22] :
  - 2013 : Grand Prix pour La Minute blonde pour l’alerte jaune !
  - 2013 : Prix de la Communication Associative pour La Minute blonde pour l’alerte jaune !
  - 2013 : Prix de la Fédération Nationale de l’Information Médicale pour La Minute blonde pour l’alerte jaune !

### Nominations
- Étoiles d'or du cinéma français :
  - 2007 : Révélation féminine pour Changement d'adresse
- Raimu de la comédie :
  - 2008 : Raimu de la comédienne dans un second rôle pour Un baiser, s'il vous plaît !